# Lista över fornlämningar i Älvkarleby kommun
Lista över fornlämningar i Älvkarleby kommun är en förteckning av ett urval av de fornlämningar som finns i Älvkarleby kommun.

## Älvkarleby
| Namn                              | Lämningstyp                 | Tillkomsttid | Historisk indelning | Plats | Läge                 | ID-nr          | Bild                                      |
| --------------------------------- | --------------------------- | ------------ | ------------------- | ----- | -------------------- | -------------- | ----------------------------------------- |
| Älvkarleby 1:1                    | Röse                        |              | Älvkarleby, Uppland |       | 60.579452, 17.385002 | 10029900010001 | Ladda upp en bild av detta fornminne      |
| Älvkarleby 2:1                    | Fornborg                    |              | Älvkarleby, Uppland |       | 60.578540, 17.400620 | 10029900020001 | Ladda upp en till bild av detta fornminne |
| Älvkarleby 8:1                    | Hög                         |              | Älvkarleby, Uppland |       | 60.602695, 17.446680 | 10029900080001 | Ladda upp en bild av detta fornminne      |
| Älvkarleby 8:2                    | Hög                         |              | Älvkarleby, Uppland |       | 60.602817, 17.446525 | 10029900080002 | Ladda upp en bild av detta fornminne      |
| Älvkarleby 9:1                    | Röse                        |              | Älvkarleby, Uppland |       | 60.588216, 17.363767 | 10029900090001 | Ladda upp en bild av detta fornminne      |
| Älvkarleby 10:1                   | Röse                        |              | Älvkarleby, Uppland |       | 60.588651, 17.365056 | 10029900100001 | Ladda upp en bild av detta fornminne      |
| Älvkarleby 11:1                   | Röse                        |              | Älvkarleby, Uppland |       | 60.588766, 17.366094 | 10029900110001 | Ladda upp en bild av detta fornminne      |
| Älvkarleby 12:1                   | Stensättning                |              | Älvkarleby, Uppland |       | 60.589035, 17.366845 | 10029900120001 | Ladda upp en bild av detta fornminne      |
| Älvkarleby 18:1                   | Stensättning                |              | Älvkarleby, Uppland |       | 60.589031, 17.364200 | 10029900180001 | Ladda upp en bild av detta fornminne      |
| Älvkarleby 19:1                   | Röse                        |              | Älvkarleby, Uppland |       | 60.585257, 17.367823 | 10029900190001 | Ladda upp en bild av detta fornminne      |
| Älvkarleby 19:2                   | Stensättning                |              | Älvkarleby, Uppland |       | 60.585337, 17.367731 | 10029900190002 | Ladda upp en bild av detta fornminne      |
| Rysskullarna (Älvkarleby 22:1)    | Gravfält                    |              | Älvkarleby, Uppland |       | 60.584163, 17.441879 | 10029900220001 | Ladda upp en bild av detta fornminne      |
| Älvkarleby 25:1                   | Minnesmärke                 |              | Älvkarleby, Uppland |       | 60.564193, 17.439550 | 10029900250001 | Ladda upp en bild av detta fornminne      |
| Skansen (Älvkarleby 37:1)         | Fästning/skans              |              | Älvkarleby, Uppland |       | 60.575920, 17.441401 | 10029900370001 | Ladda upp en bild av detta fornminne      |
| Älvkarleby 101:1                  | Gravfält                    |              | Älvkarleby, Uppland |       | 60.604388, 17.549153 | 10029901010001 | Ladda upp en bild av detta fornminne      |
| Älvkarleby 102:1                  | Gravfält                    |              | Älvkarleby, Uppland |       | 60.601835, 17.546330 | 10029901020001 | Ladda upp en bild av detta fornminne      |
| Älvkarleby 103:1                  | Gravfält                    |              | Älvkarleby, Uppland |       | 60.602983, 17.541120 | 10029901030001 | Ladda upp en bild av detta fornminne      |
| Älvkarleby 105:1                  | Gravfält                    |              | Älvkarleby, Uppland |       | 60.602561, 17.541492 | 10029901050001 | Ladda upp en bild av detta fornminne      |
| Älvkarleby 108:1                  | Stensättning                |              | Älvkarleby, Uppland |       | 60.604166, 17.547331 | 10029901080001 | Ladda upp en bild av detta fornminne      |
| Älvkarleby 111:1                  | Runristning                 |              | Älvkarleby, Uppland |       | 60.607634, 17.566006 | 10029901110001 | Ladda upp en bild av detta fornminne      |
| Hönsbackaröret (Älvkarleby 118:1) | Röse                        |              | Älvkarleby, Uppland |       | 60.610793, 17.603015 | 10029901180001 | Ladda upp en bild av detta fornminne      |
| Gropsvi (Älvkarleby 119:1)        | Röse                        |              | Älvkarleby, Uppland |       | 60.611005, 17.613381 | 10029901190001 | Ladda upp en bild av detta fornminne      |
| Älvkarleby 119:2                  | Röse                        |              | Älvkarleby, Uppland |       | 60.611066, 17.612885 | 10029901190002 | Ladda upp en bild av detta fornminne      |
| Älvkarleby 121:1                  | Gravfält                    |              | Älvkarleby, Uppland |       | 60.573556, 17.469402 | 10029901210001 | Ladda upp en bild av detta fornminne      |
| Älvkarleby 144:1                  | Runristning                 |              | Älvkarleby, Uppland |       | 60.633689, 17.377571 | 10029901440001 | Ladda upp en till bild av detta fornminne |
| Älvkarleby 155:1                  | Gravfält                    |              | Älvkarleby, Uppland |       | 60.493866, 17.417932 | 10029901550001 | Ladda upp en bild av detta fornminne      |
| Älvkarleby 162:1                  | Hög                         |              | Älvkarleby, Uppland |       | 60.495398, 17.416582 | 10029901620001 | Ladda upp en bild av detta fornminne      |
| Älvkarleby 165:1                  | Grav markerad av sten/block |              | Älvkarleby, Uppland |       | 60.644341, 17.533035 | 10029901650001 | Ladda upp en bild av detta fornminne      |
| Älvkarleby 166:1                  | Hög                         |              | Älvkarleby, Uppland |       | 60.644834, 17.532564 | 10029901660001 | Ladda upp en bild av detta fornminne      |
| Älvkarleby 167:1                  | Hög                         |              | Älvkarleby, Uppland |       | 60.643160, 17.530194 | 10029901670001 | Ladda upp en bild av detta fornminne      |
| Älvkarleby 180:1                  | Röse                        |              | Älvkarleby, Uppland |       | 60.646454, 17.576118 | 10029901800001 | Ladda upp en bild av detta fornminne      |
| Älvkarleby 182:1                  | Röse                        |              | Älvkarleby, Uppland |       | 60.647925, 17.566416 | 10029901820001 | Ladda upp en bild av detta fornminne      |
| Älvkarleby 185:1                  | Röse                        |              | Älvkarleby, Uppland |       | 60.613627, 17.486613 | 10029901850001 | Ladda upp en bild av detta fornminne      |
| Älvkarleby 187:1                  | Röse                        |              | Älvkarleby, Uppland |       | 60.658126, 17.558809 | 10029901870001 | Ladda upp en bild av detta fornminne      |